# Qualificazioni al campionato europeo maschile di calcio 2016 - Gruppo E
Il Gruppo E è stato uno dei nove gironi per la determinazione delle squadre partecipanti alla fase finale del campionato europeo di calcio 2016. Il Gruppo E era composto da sei squadre: Estonia, Inghilterra, Lituania, San Marino, Slovenia e Svizzera, che si sono affrontate in un girone all'italiana con gare di andata e ritorno tra settembre 2014 ed ottobre 2015.
Tramite il Gruppo E si sono qualificate alla fase finale le nazionali di Inghilterra e Svizzera, rispettivamente prima e seconda classificata del girone. Come terza classificata, la Slovenia si qualificò agli spareggi, in cui incontrò l'Ucraina, risultando sconfitta.

## Classifica
| Squadra     | P.ti | G  | V  | P | S | RF | RS | DR  |
| ----------- | ---- | -- | -- | - | - | -- | -- | --- |
| Inghilterra | 30   | 10 | 10 | 0 | 0 | 31 | 3  | +28 |
| Svizzera    | 21   | 10 | 7  | 0 | 3 | 24 | 8  | +16 |
| Slovenia    | 16   | 10 | 5  | 1 | 4 | 18 | 11 | +7  |
| Estonia     | 10   | 10 | 3  | 1 | 6 | 4  | 9  | -5  |
| Lituania    | 10   | 10 | 3  | 1 | 6 | 7  | 18 | -11 |
| San Marino  | 1    | 10 | 0  | 1 | 9 | 1  | 36 | -35 |

## Risultati

### Prima giornata
| Arbitro: | Marciniak |

|           |           |  |
| Purje 86’ | Marcatori |  |

| Arbitro: | Kovařik |

|  |           |                               |
|  | Marcatori | 5’ Matulevičius 36’ Novikovas |

| Arbitro: | Çakır |

|  |           |                    |
|  | Marcatori | 50’, 90+4’ Welbeck |

### Seconda giornata
| Arbitro: | Borski |

|                                                                                |           |  |
| Jagielka 25’ Rooney 43’ (rig.) Welbeck 49’ Townsend 72’ Della Valle 78’ (aut.) | Marcatori |  |

| Arbitro: | Gómez |

|                |           |  |
| Mikoliūnas 76’ | Marcatori |  |

| Arbitro: | Stark |

|                      |           |  |
| Novakovič 79’ (rig.) | Marcatori |  |

### Terza giornata
| Arbitro: | Strahonja |

|  |           |            |
|  | Marcatori | 74’ Rooney |

| Arbitro: | Koukoulakis |

|  |           |                    |
|  | Marcatori | 33’, 37’ Novakovič |

| Arbitro: | Chapron |

|  |           |                                             |
|  | Marcatori | 10’, 23’ Seferović 30’ Džemaili 79’ Shaqiri |

### Quarta giornata
| Arbitro: | Benquerença |

|                                    |           |                      |
| Rooney 59’ (rig.) Welbeck 66’, 72’ | Marcatori | 58’ (aut.) Henderson |

| Serravalle 15 novembre 2014, ore 18:00 CET | San Marino | 0 – 0 referto | Estonia | Stadio Olimpico (759 spett.)\| Arbitro: \| Brych \| |
| Arbitro:                                   | Brych      |               |         |                                                     |

| Arbitro: | Moen |

|                                                 |           |  |
| Arlauskis 66’ (aut.) Schär 68’ Shaqiri 80’, 90’ | Marcatori |  |

### Quinta giornata
| Arbitro: | Královec |

|                                             |           |  |
| Rooney 6’ Welbeck 45’ Sterling 58’ Kane 73’ | Marcatori |  |

| Arbitro: | Drachta |

|                                                                      |           |  |
| Iličić 10’ Kampl 49’ Struna 50’ Novakovič 52’ Lazarević 73’ Ilič 88’ | Marcatori |  |

| Arbitro: | Makkelie |

|                                   |           |  |
| Schär 17’ Xhaka 27’ Seferović 80’ | Marcatori |  |

### Sesta giornata
| Arbitro: | Kružliak |

|                 |           |  |
| Zenjov 35’, 63’ | Marcatori |  |

| Arbitro: | Undiano Mallenco |

|                          |           |                              |
| Novakovič 37’ Pečnik 84’ | Marcatori | 57’, 73’ Wilshere 86’ Rooney |

| Arbitro: | Thomson |

|             |           |                       |
| Černych 64’ | Marcatori | 69’ Drmic 84’ Shaqiri |

### Settima giornata
| Arbitro: | Drachta |

|               |           |  |
| Vassiljev 71’ | Marcatori |  |

| Arbitro: | Trattou |

|  |           |                                                                           |
|  | Marcatori | 13’ (rig.) Rooney 30’ (aut.) Brolli 46’ Barkley 68’, 78’ Walcott 77’ Kane |

| Arbitro: | Královec |

|                              |           |                         |
| Drmić 80’, 90+4’ Stocker 84’ | Marcatori | 45’ Novakovič 48’ Cesar |

### Ottava giornata
| Arbitro: | Rocchi |

|                            |           |  |
| Kane 67’ Rooney 84’ (rig.) | Marcatori |  |

| Arbitro: | Pisani |

|                          |           |                 |
| Černych 7’ Spalvis 90+2’ | Marcatori | 55’ M. Vitaioli |

| Arbitro: | Sidiropoulos |

|           |           |  |
| Berič 65’ | Marcatori |  |

### Nona giornata
| Arbitro: | Vad |

|                          |           |  |
| Walcott 45’ Sterling 85’ | Marcatori |  |

| Arbitro: | Kuipers |

|                    |           |                      |
| Birsa 45+1’ (rig.) | Marcatori | 86’ (rig.) Novikovas |

| Arbitro: | Gestranius |

|                                                                                             |           |  |
| Lang 17’ Inler 55’ (rig.) Mehmedi 65’ Djourou 72’ Kasami 75’ Embolo 81’ (rig.) Derdiyok 89’ | Marcatori |  |

### Decima giornata
| Arbitro: | van Boekel |

|  |           |                     |
|  | Marcatori | 90+4’ (aut.) Klavan |

| Arbitro: | Hansen |

|  |           |                                                         |
|  | Marcatori | 29’ Barkley 35’ (aut.) Arlauskis 62’ Oxlade-Chamberlain |

| Arbitro: | Stavrev |

|  |           |                      |
|  | Marcatori | 54’ Cesar 75’ Pečnik |

## Classifica marcatori
7 gol
- Wayne Rooney

6 gol
- Danny Welbeck
- Milivoje Novakovič

4 gol
- Xherdan Shaqiri

3 gol
- Harry Kane
- Theo Walcott
- Josip Drmić
- Haris Seferović

2 gol
- Sergei Zenjov
- Ross Barkley
- Raheem Sterling
- Jack Wilshere
- Fiodor Černych
- Arvydas Novikovas
- Bostjan Cesar
- Nejc Pečnik
- Fabian Schär

1 gol
- Ats Purje
- Konstantin Vassiljev
- Phil Jagielka
- Alex Oxlade-Chamberlain
- Andros Townsend
- Deivydas Matulevičius
- Saulius Mikoliūnas
- Lukas Spalvis
- Matteo Vitaioli
- Robert Berič
- Valter Birsa
- Branko Ilič
- Josip Iličič
- Kevin Kampl
- Dejan Lazarević
- Andraž Struna
- Eren Derdiyok
- Johan Djourou
- Blerim Džemaili
- Breel-Donald Embolo
- Gökhan Inler
- Pajtim Kasami
- Michael Lang
- Admir Mehmedi
- Valentin Stocker
- Granit Xhaka

1 autogol
- Ragnar Klavan (pro  Svizzera)
- Jordan Henderson (pro  Slovenia)
- Cristian Brolli (pro  Inghilterra)
- Alessandro Della Valle (pro  Inghilterra)

2 autogol
- Giedrius Arlauskis (pro  Svizzera e pro  Inghilterra)